# 白顶早熟禾
白顶早熟禾（学名：Poa acroleuca）为禾本科早熟禾属下的一个种。